# Medalla pel Servei de Combat
La Medalla pel Servei de Combat (Rus: Медаль «За боевые заслуги»; Transliterat: Medal "Za boevye zaslugi") va ser creada el 17 d'octubre de 1938 per la Presidència del Soviet Suprem de l'URSS per ser atorgada als membres de l'Exèrcit Roig, l'Armada, Tropes Frontereres i del Ministeri de l'Interior (NKVD), així com a civils per premiar l'eficiència, iniciativa, les accions de valentia en combat que han portat a l'execució reeixida del combat; pel coratge personal mostrat en la defensa de les fronteres de l'URSS, pels resultats excel·lents en l'entrenament militar i polític; pel mestratge de noves tècniques i equipament, pel manteniment de les unitats militars en un punt alt de preparació per l'acció i per altres serveis durant el servei militar actiu.
Podia ser atorgada a qualsevol membre de l'Exèrcit, la Marina, les Tropes Frontereres i les Tropes del Ministeri de l'Interior, sense distinció de rang.
Abans de la Gran Guerra Patriòtica només podia ser atorgada mitjançant decret de la Presidència del Soviet Suprem, i la seva concessió estava reservada al President o a un dels seus adjunts al Kremlin. Només en algunes ocasions podia ser concedida a la ciutat del receptor. Durant la Gran Guerra Patriòtica el dret a concedir-la va passar als comandants de l'Exèrcit Roig i l'Armada, en espera de la confirmació per part de la Presidència.
Va ser atorgada sobre uns 5.000.000 de vegades. Fins a la II Guerra Mundial se n'havien concedit unes 21.000, i durant la guerra se'n concediren 3.320.000. La primera concessió va ser per al comandant júnior Adsurasul Abdrahmanov per l'excel·lent operació contra els agressors japonesos durant la batalla del Llac Khasan. Durant la II Guerra Mundial, va rebre el malnom de "za polovie zaslugi" (per serveis sexuals) quan era atorgada a les membres de l'Exèrcit Roig, degut al paper sovint "d'esposa de campanya" que sovint aquestes havien de fer.
També els estrangers podien rebre-la, i pot ser atorgada en més d'una ocasió.

## Disseny
La condecoració consisteix en una medalla de 34 mm amb la inscripció "ЗА БОЕВЫЕ ЗАСЛУГИ" ("Per servei distingit a la batalla"), al damunt d'un sabre creuat amb un rifle.
A l'extrem superior hi ha les lletres "CCCP" ("URSS") en esmalt vermell.
En el moment de la seva creació penjava d'un galó vermell de 14X25mm. Des de 1943 se suspèn sobre un galó pentagonal gris clar amb una franja groga de 2 mm als costats.